# Teresa e Claudio
Teresa e Claudio è una farsa in due atti del compositore Giuseppe Farinelli su libretto di Giuseppe Maria Foppa.
Fu rappresentata per la prima volta il 9 settembre 1801 al Teatro San Luca di Venezia. Im quell'occasione i cantanti che si esibirono furono:
- Maria Ceccherelli (Teresa)
- Annunziata Berni (Nerina)
- Ludovico Brizzi (Claudio)
- Giovanni Prada (Jones)
- Giuseppe Tavani (Milord Wilk)
- Nicola de Grecis (Leggerezza)

L'opera fu successivamente ripresa a Londra nel 1810.